# 米氏等鰭叉尾帶魚
米氏等鰭叉尾帶魚，为輻鰭魚綱鱸形目鯖亞目帶鱼科的其中一種。分布於全球三大洋熱帶至溫帶海域，棲息深度905-2000公尺，本魚身體非常地被延長，吻部有大尖牙狀的齒，身體是黑色與彩虹色調的銅色。內口和鰓腔黑色。背鰭硬棘42-45枚；背鰭軟條61-66枚；臀鰭硬棘2枚；臀鰭軟條51-57枚；脊椎骨111-117個，體長可達90公分，棲息在大陸坡。